# باروری پاک
باروری پاک یا لِقاح مُطَهَّر (انگلیسی: Immaculate Conception) به دور بودن بسته‌شدن نطفه مریم از گناه نخستین به واسطه فضیلتی که در اثر شایستگی فرزندش عیسی به‌دست‌آورد، اشاره دارد. آموزه‌های کلیسای کاتولیک بر این قرار است که چون بسته‌شدن نطفه خود مریم فعل خداست، او نیز «پاک، مطهر و معصوم» است.
باروری پاک با تولد عیسی از باکره که وجود بعدی است، به‌جای آموزه تجسم، اشتباه می‌شود؛ برای بسته‌شدن نطفه مسیح، عید بشارت گرامی داشته می‌شود. مسیحیان به تولد عیسی از باکره معتقدند، ولی کاتولیک‌ها و برخی از فرقه‌های مسیحیت به آموزه لقاح پاک باور دارند.
این باور که مریم بری از گناه بوده و نطفه‌اش بدون مرتکب شدن گناه اصلی بسته شده، تا دوران پسین‌باستان آموزه‌ای جزمی در کلیسای کاتولیک نبود. در ۱۸۵۴ هنگامی که پیوس نهم، عصمت پاپی را مطرح کرد، لقاح پاک مبدل به آموزه شد. کلیسای کاتولیک ۸ دسامبر را (۹ ماه پیش از تولد مریم) برای این اتفاق گرامی می‌دارد و در بسیاری از کشورهای کاتولیک، روز مقدس تعهد یا جشن پاسداری خوانده می‌شود و در برخی کشورها تعطیل عمومی است.